# 莫斯科科學院植物園

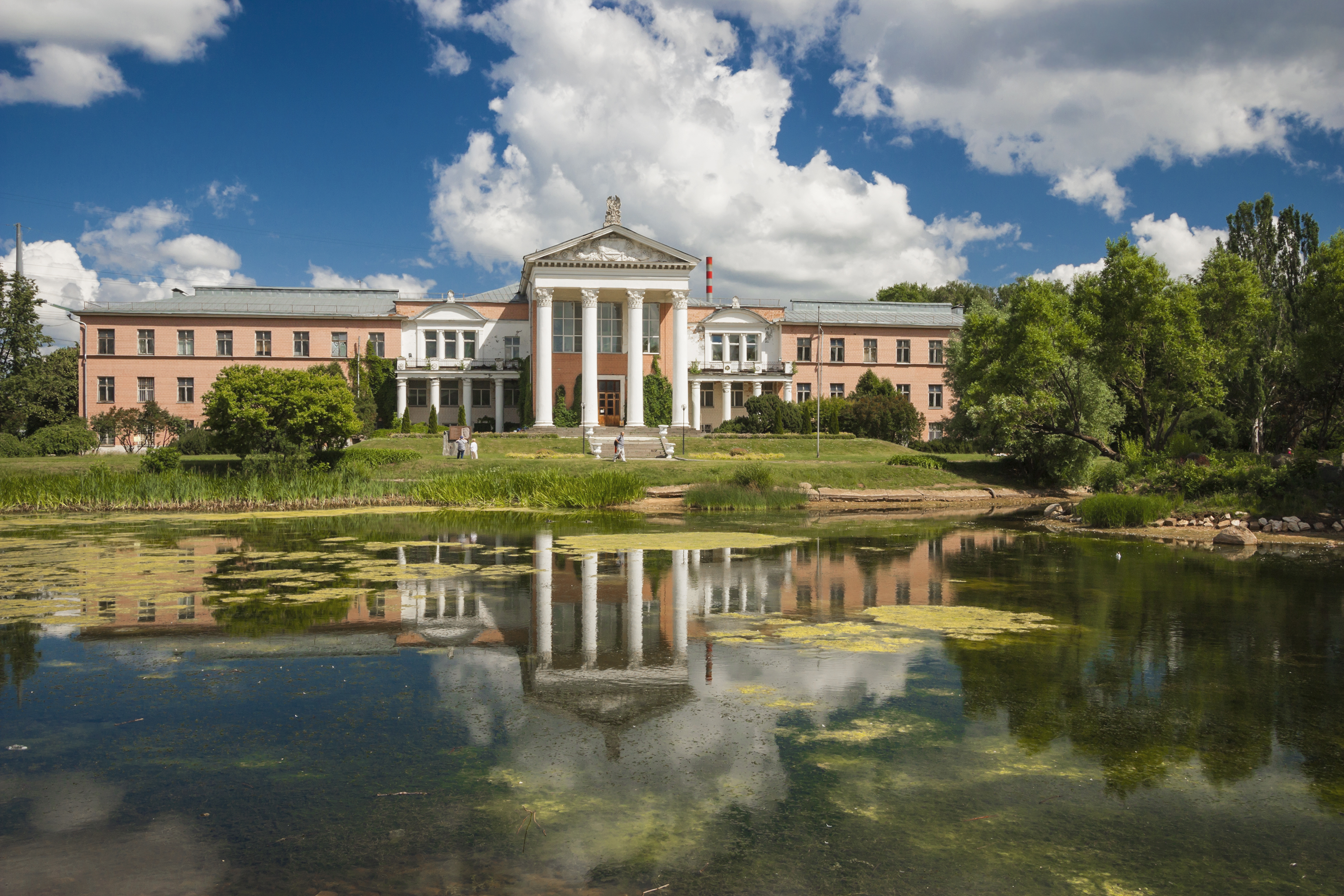

莫斯科科學院植物園（Tsytsin Main Moscow Botanical Garden of Academy of Sciences）成立於1945年4月，自稱是歐洲最大的植物園。植物園的面積達3.61平方公里，和全俄展覽中心相鄰，種植展示有超過2000種來自世界各地的植物。莫斯科科學院植物園也是一個科研基地，並有一個種植有2000株以上玫瑰的玫瑰園，以及平均樹齡超過100年的橡樹林。

## 外部連結
- Photo of the "Japanese garden" (1024x768) （页面存档备份，存于）
- （俄文） The Official Site of Russia Museums
- （俄文） The Site in the Landscape of Gardening Guidebook （页面存档备份，存于）

55°50′20″N 37°36′04″E / 55.839°N 37.601°E